# 第五大道-59街車站
第五大道-59街車站（英語：Fifth Avenue–59th Street station）是紐約地鐵BMT百老匯線的一個地鐵站，位於曼哈頓大軍廣場近第五大道及60街交界，設有N線（任何時候停站）、W線（僅平日停站）與R線（任何時候停站（深夜除外））列車服務。

## 車站結構
| G        | 街道層             | 出入口 |
| M        | 夾層               | 閘機、車站詢問處                                                                                               |
| P 月台層 | 側式月台，右側開門 | 側式月台，右側開門                                                                                             |
| P 月台層 | 南行               | 往康尼島-斯提威爾大道（57街-第七大道） · 平日往白廳街-南碼頭（57街-第七大道） · 往灣脊區-95街（57街-第七大道） |
| P 月台層 | 北行               | （平日） 往阿斯托利亞-迪特馬斯林蔭路（萊辛頓大道／59街） · 往71大道（萊辛頓大道／59街）                        |
| P 月台層 | 側式月台，右側開門 | |

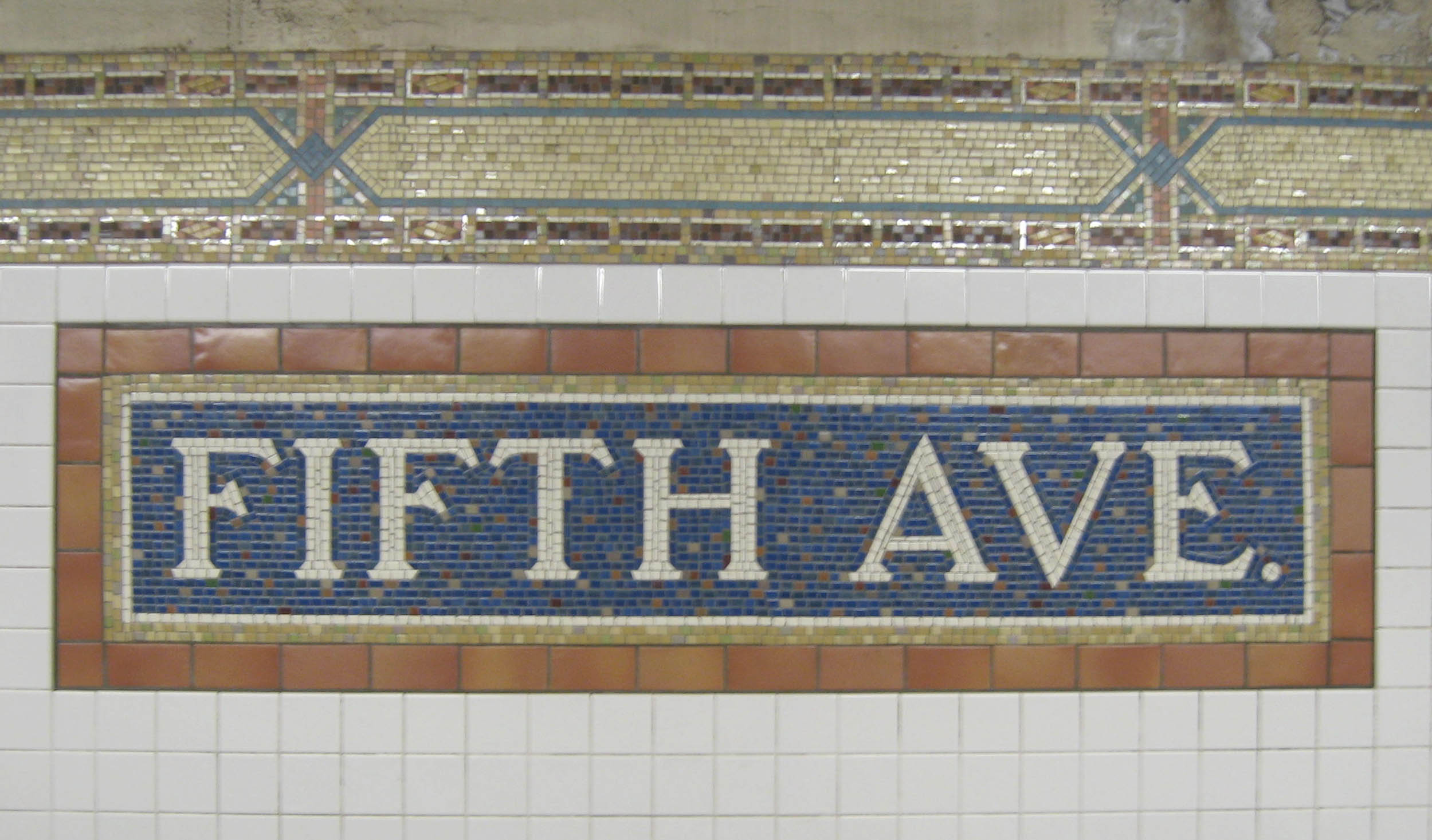
馬賽克

此站設有兩個側式月台和兩條軌道，車站西端和東端各設有一個夾層。兩個夾層分別設有一條樓梯到達月台。

## 外部連結
- 维基共享资源上的相關多媒體資源：第五大道-59街車站
- nycsubway.org—BMT Broadway Subway: Fifth Avenue
- Station Reporter — N Train
- Station Reporter — R Train
- MTA's Arts For Transit — 5th Avenue–59th Street (BMT Broadway Line)
- Fifth Avenue and 60th Street entrance from Google Maps Street View （页面存档备份，存于）
- Central Park South entrance from Google Maps Street View （页面存档备份，存于）
- Central Park South lobby from Google Maps Street View
- Platforms from Google Maps Street View